# Christine McVie
Christine Anne McVie, född Perfect den 12 juli 1943 i Bouth i dåvarande Lancashire (i nuvarande Cumbria), död 30 november 2022 i London, var en brittisk sångerska, låtskrivare och keyboardist. Hon blev mest känd som keyboardist och en av sångarna och låtskrivarna för Fleetwood Mac, men gav även ut tre soloalbum.

## Biografi
McVie var som del av den brittiska bluesscenen under mitten av 1960-talet medlem i ett antal olika grupper – inklusive Chicken Shack. Som medlem av den gruppen blev hon 1969 och 1970 utnämnd av Melody Maker till årets kvinnliga sångerska.
Hon började arbeta med och för Fleetwood Mac 1968, då som inhyrd studiomusiker. Hon medverkade som bakgrundssångerska och illustrerade omslaget till bandets album Kiln House (1970), innan hon anslöt som full medlem av gruppen. Hon inledde även en relation med gruppens basist John McVie, och de gifte sig senare. 1970 utkom även hennes första soloalbum, Christine Perfect.
Christine McVie började leverera låtkompositioner till gruppen från och med deras femte album Future Games (1971). Hon flyttade med gruppen till USA, när de 1974 omlokaliserade sin verksamhet. Strax därefter kom gruppen som en brittisk-amerikansk kvintett – inklusive de nya bandmedlemmarna Lindsey Buckingham och Stevie Nicks och med McVie som en av de viktigaste låtskrivarna till ensemblen – att nå sina största framgångar, inte minst via albumet Rumours.
Paret McVie skilde sig 1976, men båda fortsatte att turnera och producera ny musik med Fleetwood Mac. 1984 kom även andra soloalbum, Christine McVie, som blev en framgång. Hon kvarstod som medlem i gruppen genom ett antal senare gruppombildanden, och invaldes 1998 i den rollen i Rock and Roll Hall of Fame. Samma år valde hon dock att lämna gruppen efter närmare 30 års tid, för att delvis pensionera sig; hon flyttade även tillbaka till Storbritannien. 2004 utkom hon dock med sitt tredje soloalbum, In the Meantime.
På Fleetwood Mac-albumet Say You Will från 2003 deltog McVie som inhyrd studiomusiker. I september 2013 framträdde hon som gästartist under två konserter med Fleetwood Mac i London, då hon tillsammans med gruppen framförde sin komposition "Don't Stop" från Rumours. I januari 2014 återinträdde hon som fast medlem i Fleetwood Mac efter femton års frånvaro.
Därefter inledde hon samarbete runt låtskrivandet med bandmedlemmen Lindsey Buckingham, och de producerade material som kunde tänkas leda till ett nytt studioalbum med gruppen. Till slut gavs materialet – där även John McVie och Mick Fleetwood var medverkande – ut som ett duett-samarbete under namnet Lindsey Buckingham Christine McVie.
McVie dog 2022, i en ålder av 79 år. Hon hade då lidit en tid av metastaser.

## Betydelse och erkännande
McVie har beskrivits som den främsta kraften bakom ett antal av Fleetwood Macs största hitlåtar, och åtta låtar från hennes penna – inklusive "Don't Stop", "Everywhere" och "Little Lies" hördes på gruppens Greatest Hits-samling från 1988.
Hon fick 2014 motta Ivor Novello Award för sitt livsverk, av den brittiska kompositörsakademin (BASCA). Hon blev även mottagare av två Grammy Awards.

## Diskografi
Soloalbum
- Christine Perfect (1970, i USA även utgivet som The Legendary Christine Perfect Album)
- Christine McVie (1984)
- In the Meantime (2004)

Med Chicken Shack
Se Chicken Shack#Diskografi
Med Fleetwood Mac
Se Fleetwood Mac#Diskografi
Övrigt (urval)
- Lindsey Buckingham Christine McVie (2017)